# Food First

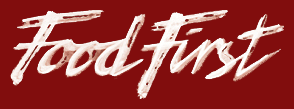
Food First Logo

Food First (Alimentación primero), también conocida como el Instituto para la Política de Alimentación Desarrollo es una organización sin ánimo de lucro con base en Oakland, California, en los Estados Unidos. Fue fundada en 1975 por el Frances Moore Lappé y Joseph Collins, y se describe a sí misma como un "tanque de pensamiento (think tank) y centro educación para la acción de la gente".
Food First apoya un acercamiento desde las raíces para solucionar el hambre en el mundo, afirmando en la habilidad de todos los países para alimentar su propia gente y se centra en la agricultura de subsistencia más que en la exportación.
Food First se opone fuertemente a las políticas de instituciones de libre mercado como la Organización Mundial del Comercio, el Banco Mundial y el Fondo Monetario Internacional. Desde 2004 está activa en una campaña contra la propuesta Área de Libre Comercio de las Américas.